# Lista monumentelor ocrotite de stat din raionul Soroca
Lista monumentelor din raionul Soroca cuprinde monumentele patrimoniului cultural din raionul Soroca înscrise în Registrul monumentelor Republicii Moldova ocrotite de stat.
Registrul monumentelor Republicii Moldova ocrotite de stat a fost aprobat prin Hotărârea Parlamentului nr. 1531-XII împreună cu Legea nr. 1530-XII privind ocrotirea monumentelor RM din 22 iunie 1993. În Monitorul Oficial nr. 1 din 1994 a fost publicată doar Legea, fără a include însă și Registrul, care a fost publicat mult mai târziu, la 2 februarie 2010. A nu se confunda cu Registrul arheologic național sau cel al monumentelor de for public, care sunt liste diferite ce vizează doar anumite compartimente ale patrimoniului cultural, întocmite în baza unor legi separate.
Lista completă este menținută și actualizată periodic de către Ministerul Culturii din Republica Moldova, dar înainte ca modificările să intre în vigoare acestea trebuie să fie aprobate de către Parlament. Această listă este menită să cuprindă și actualizările ulterioare.
| Nr.    | Localizare | Denumire                                                                                                   | Datare                        | Tip      | Însemnătate | Imagine                 | Erori             |
| ------ | --- | --- | ----------------------------- | -------- | ----------- | ----------------------- | ----------------- |
| 2588   | Soroca str. Petrov 48°10′01″N 28°18′26″E / 48.167056831414°N 28.307276784954°E | Biserica „Sf. Dumitru”                                                                                     | 1814-1827                     | At       | N           | galerie \| Încarcă foto | Raportează eroare |
| 2589   | Soroca str. V. Stroescu, 33 48°09′42″N 28°16′59″E / 48.161667975746°N 28.283137305193°E | Biserica „Sf. Stratulat” cu clădirile aferente                                                             | 1914-1916                     | At       | N           | galerie \| Încarcă foto | Raportează eroare |
| 2590   | Soroca str. Turghenev, 1 48°09′50″N 28°17′52″E / 48.163929288906°N 28.2978715456°E | Casa arhitectului V. A Voițehovschi (1909-1977)                                                            | înc. sec. XIX                 | Is       | N           | galerie \| Încarcă foto | Raportează eroare |
| 2591   | Soroca str. D. Bolintineanu, 7 48°09′31″N 28°18′02″E / 48.158668868219°N 28.300504145247°E | Casă de locuit                                                                                             | sec. XIX                      | At       | L           | galerie \| Încarcă foto | Raportează eroare |
| 2592   | Soroca str. D. Bolintineanu, 10 48°09′32″N 28°18′03″E / 48.158896141198°N 28.300856345039°E | Casă de locuit                                                                                             | sf. sec. XIX                  | At       | L           | galerie \| Încarcă foto | Raportează eroare |
| 2593   | Soroca str. Decebal, 5 48°09′43″N 28°18′04″E / 48.161829054478°N 28.30112398054°E | Casă de locuit                                                                                             | ante 1846                     | At       | L           | galerie \| Încarcă foto | Raportează eroare |
| 2594   | Soroca str. M. Eminescu, 5 48°09′14″N 28°18′11″E / 48.153849928921°N 28.30315958201°E | Casă de locuit                                                                                             | sf. sec XIX                   | At       | L           | Încarcă foto            | Raportează eroare |
| 2595   | Soroca str. M. Eminescu, 7 48°09′14″N 28°18′10″E / 48.153835191795°N 28.302866859689°E | Casă de locuit                                                                                             | anii 1930                     | At       | L           | Încarcă foto            | Raportează eroare |
| 2596   | Soroca str. M. Eminescu, 12 48°09′14″N 28°17′58″E / 48.154019542883°N 28.299310551832°E | Casă de locuit                                                                                             | 1930                          | At       | L           | galerie \| Încarcă foto | Raportează eroare |
| 2597   | Soroca str. Independenței, 53 48°09′04″N 28°18′06″E / 48.15105797887°N 28.301717440844°E | Casă de locuit                                                                                             | 1935                          | At       | L           | galerie \| Încarcă foto | Raportează eroare |
| 2598   | Soroca str. Independenței, 54 48°09′12″N 28°18′08″E / 48.15326833972°N 28.30225527953°E | Casă de locuit                                                                                             | înc. sec. XX                  | At       | L           | galerie \| Încarcă foto | Raportează eroare |
| 2599   | Soroca str. Independenței, 68 48°09′20″N 28°18′08″E / 48.155478233382°N 28.302261777916°E | Casă de locuit                                                                                             | 1937                          | At       | L           | galerie \| Încarcă foto | Raportează eroare |
| 2600   | Soroca str. M. Kogălniceanu, 4 48°09′19″N 28°18′14″E / 48.15534136487°N 28.30383679237°E | Casă de locuit                                                                                             | 1935                          | At       | L           | galerie \| Încarcă foto | Raportează eroare |
| 2601   | Soroca str. M. Kogălniceanu, 6 48°09′19″N 28°18′13″E / 48.155333935132°N 28.303602586261°E | Casă de locuit                                                                                             | 1935                          | At       | L           | galerie \| Încarcă foto | Raportează eroare |
| 2602   | Soroca str. M. Kogălniceanu, 11 48°09′18″N 28°18′03″E / 48.154983549947°N 28.300704589007°E | Casă de locuit                                                                                             | înc. sec. XX                  | At       | L           | galerie \| Încarcă foto | Raportează eroare |
| 2603   | Soroca str. M. Kogălniceanu, 14 48°09′19″N 28°18′10″E / 48.155337572938°N 28.302838654013°E | Casă de locuit                                                                                             | anii 1930                     | At       | L           | galerie \| Încarcă foto | Raportează eroare |
| 2604   | Soroca str. Saratov, 4 | Casă de locuit                                                                                             | înc. sec. XX                  | At       | L           | Încarcă foto            | Raportează eroare |
| 2605   | Soroca str. C. Stere, 14 48°08′57″N 28°18′11″E / 48.149301782729°N 28.303172178187°E | Casă de locuit                                                                                             | anii 1930                     | At       | L           | galerie \| Încarcă foto | Raportează eroare |
| 2606   | Soroca str. Ștefan cel Mare, 69 48°09′51″N 28°18′13″E / 48.1642575587°N 28.303729141068°E | Casă de locuit                                                                                             | înc. sec. XX                  | At       | L           | Încarcă foto            | Raportează eroare |
| 2607   | Soroca str. Ștefan cel Mare, 50 48°09′45″N 28°18′08″E / 48.162438213944°N 28.302099656756°E | Catedrala „Adormirea Maicii Domnului”                                                                      | 1840-1842                     | At       | N           | galerie \| Încarcă foto | Raportează eroare |
| 2608   | Soroca Parcul Petru Rareș 48°09′40″N 28°18′20″E / 48.16121667°N 28.30547778°E | Cetate medievală                                                                                           | sec. XV                       | Is At    | N           | galerie \| Încarcă foto | Raportează eroare |
| 2610   | Soroca str. A. Russo, 14 48°09′18″N 28°17′52″E / 48.155084168411°N 28.297910877079°E | Cinematograf                                                                                               | 1962                          | At       | L           | galerie \| Încarcă foto | Raportează eroare |
| 2611   | Soroca str. Alexandru cel Bun, 24 48°09′09″N 28°18′00″E / 48.152565572478°N 28.299951881501°E | Clădirea fostei bănci                                                                                      | înc. sec. XX                  | At       | L           | galerie \| Încarcă foto | Raportează eroare |
| 2612   | Soroca str. A. Russo, 18 48°09′14″N 28°17′51″E / 48.153855741573°N 28.297529244904°E | Clădirea fostei cârmuiri a Zemstvei                                                                        | 1869-1876                     | At       | N           | galerie \| Încarcă foto | Raportează eroare |
| 2613   | Soroca str. Independenței, 73 48°09′15″N 28°18′07″E / 48.154137784721°N 28.301834641568°E | Clădirea fostei poște                                                                                      | înc. sec. XX                  | At       | N           | galerie \| Încarcă foto | Raportează eroare |
| 2614   | Soroca str. Ion Creangă, 14 48°09′11″N 28°18′12″E / 48.152989133266°N 28.303381053384°E | Clădirea fostei școli primare                                                                              | sf. sec. XIX                  | Is At    | L           | galerie \| Încarcă foto | Raportează eroare |
| 2615   | Soroca str. M. Cebotari, 29-31 48°09′41″N 28°17′56″E / 48.161391916462°N 28.298832440924°E | Clădirea fostei școli primare                                                                              | înc. sec. XIX                 | At       | L           | galerie \| Încarcă foto | Raportează eroare |
| 2616   | Soroca str. A. Russo, 10 48°09′22″N 28°17′52″E / 48.156129389358°N 28.29777561625°E | Clădirea fostului hotel urban                                                                              | sf. sec. XIX                  | At       | L           | galerie \| Încarcă foto | Raportează eroare |
| 2617   | Soroca str. A. Russo, 16 | Clădirea fostului liceu de băieți „A. Xenopol”                                                             | 1936                          | Is At    | N           | Încarcă foto            | Raportează eroare |
| 2618   | Soroca str. I. Creangă, 19 48°09′09″N 28°17′55″E / 48.15250469628°N 28.298523548576°E | Clădirea fostului gimnaziu de fete (după 1918 – liceul „Domnița Ruxanda”)                                  | 1903-1916                     | Is At Ar | N           | galerie \| Încarcă foto | Raportează eroare |
| 2619   | Soroca str. V. Alecsandri, 1 48°09′05″N 28°18′18″E / 48.15132184345°N 28.304870679646°E | Clădirea fostului pichet de grăniceri                                                                      | 1937                          | At       | L           | galerie \| Încarcă foto | Raportează eroare |
| 2620   | Soroca str. Kolker | Clădirea fostului Spital evreiesc                                                                          | 1910                          | At       | L           | Încarcă foto            | Raportează eroare |
| 2621   | Soroca str. Calea Bălțului, 2 48°09′40″N 28°17′28″E / 48.161020226867°N 28.291200186345°E | Clădirea fostei școli agronomice cu îngrădirea ornamentală                                                 | anii 1930                     | Is At Ar | N           | Încarcă foto            | Raportează eroare |
| 2622   | Soroca str. M. Kogălniceanu, 1 48°09′18″N 28°18′14″E / 48.155012242849°N 28.303805788086°E | Complexul de clădiri ale spitalului județean fondat de Zemstvă                                             | 1893                          | At Ar    | N           | galerie \| Încarcă foto | Raportează eroare |
| 2623   | Soroca str. Ștefan cel Mare, 41 48°09′40″N 28°18′03″E / 48.161101167937°N 28.300859319756°E | Complexul de clădiri ale fostei școli de iluminare culturală                                               | sf. sec. XIX, anii 1940       | Is At    | L           | galerie \| Încarcă foto | Raportează eroare |
| 2624   | Soroca str. Munteniei, 19 48°09′22″N 28°17′46″E / 48.156093530409°N 28.296004697113°E | Conac Theohari                                                                                             | înc. sec. XX                  | At       | L           | Încarcă foto            | Raportează eroare |
| 2625   | Soroca str. Alexandru cel Bun, 54 48°08′59″N 28°17′59″E / 48.14972902318°N 28.299849568634°E | Conac urban                                                                                                | 1912                          | At       | L           | galerie \| Încarcă foto | Raportează eroare |
| 2626   | Soroca str. D. Bolintineanu, 14 48°09′34″N 28°17′57″E / 48.159305756848°N 28.299147457964°E | Conac urban                                                                                                | sf. sec. XIX                  | At       | L           | galerie \| Încarcă foto | Raportează eroare |
| 2627   | Soroca str. Turghenev, 5 48°09′51″N 28°17′50″E / 48.164078730926°N 28.297136610439°E | Depozit | ante 1846                     | At       | L           | Încarcă foto            | Raportează eroare |
| 2628   | Soroca str. Independenței, 66 48°09′19″N 28°18′08″E / 48.155287098829°N 28.302311775325°E | Farmacie                                                                                                   | 1934                          | At       | L           | galerie \| Încarcă foto | Raportează eroare |
| 2629   | Soroca str. Independenței – 23, 24, 25, 29, 34, 42, 43, 45, 52, 64, 66, 68, 70 48°08′55″N 28°18′08″E / 48.148503869024°N 28.302139746112°E                                                               | Fondul construit al străzii                                                                                | jum. II a sec. XIX, anii 1930 | Is At    | L           | galerie \| Încarcă foto | Raportează eroare |
| 2630   | Soroca str. Ștefan cel Mare – 6, 14, 15, 17, 21, 27, 29 48°09′31″N 28°17′59″E / 48.158479887791°N 28.299807390241°E                                                                                      | Fondul construit al străzii                                                                                | jum. II a sec. XIX, anii 1930 | Is At    | L           | galerie \| Încarcă foto | Raportează eroare |
| 2631   | Soroca 48°08′43″N 28°18′10″E / 48.145153781932°N 28.302828286348°E | Monument comemorativ tinerilor antifasciști                                                                | 1978                          | Is Ar    | L           | galerie \| Încarcă foto | Raportează eroare |
| 2632   | Soroca 48°11′03″N 28°18′52″E / 48.184047351163°N 28.314344578604°E | Monument la mormântul comun al cca 6000 victime ale fascismului (1941-1945)                                | 1966                          | Is       | L           | galerie \| Încarcă foto | Raportează eroare |
| 2633   | Soroca 48°09′24″N 28°17′59″E / 48.156626664847°N 28.299758887099°E | Monument la mormântul comun al 6 ostași căzuți în 1944                                                     | 1975                          | Is       | L           | galerie \| Încarcă foto | Raportează eroare |
| 2636   | Soroca str. Mitropolit G. Bănulescu-Bodoni, 16 48°09′46″N 28°18′00″E / 48.162822960504°N 28.299943443228°E                                                                                               | Sinagogă                                                                                                   | înc. sec. XX                  | At       | L           | galerie \| Încarcă foto | Raportează eroare |
| 2637   | Soroca str. Decebal, 40 48°09′46″N 28°17′52″E / 48.162823823253°N 28.297789376885°E | Vila cu parc a lui Aleinicov                                                                               | 1912                          | Is At    | N           | galerie \| Încarcă foto | Raportează eroare |
| 2638   | Soroca str. C. Stere, 14 48°08′58″N 28°18′11″E / 48.149309336919°N 28.303171462051°E | Vilă urbană                                                                                                | anii 1930                     | At       | L           | Încarcă foto            | Raportează eroare |
| 2646   | Bădiceni 48°12′11″N 28°03′03″E / 48.202997914116°N 28.05095360991°E | Monument în memoria a 56 consăteni căzuți în 1941-1945                                                     | 1966                          | Is       | L           | Încarcă foto            | Raportează eroare |
| 2649   | Băxani 48°07′23″N 28°05′23″E / 48.122975801078°N 28.089760350682°E | Biserica „Nașterea Maicii Domnului”                                                                        | 1838                          | At       | L           | galerie \| Încarcă foto | Raportează eroare |
| 2650   | Băxani 48°07′15″N 28°05′25″E / 48.120909804792°N 28.09024547542°E | Monument în memoria a 25 consăteni căzuți în 1941-1945                                                     | 1975                          | Is       | L           | Încarcă foto            | Raportează eroare |
| 2653   | Bulboci 48°02′16″N 28°05′21″E / 48.037780619266°N 28.089175444601°E | Monument în memoria a 100 consăteni căzuți în 1941-1945                                                    | 1973                          | Is       | L           | Încarcă foto            | Raportează eroare |
| 2656   | Bulbocii Noi | Monument în memoria a 22 consăteni căzuți în 1941-1945                                                     | 1982                          | Is       | L           | Încarcă foto            | Raportează eroare |
| 2658   | Căinarii Vechi | Biserică                                                                                                   | sec. XVIII                    | At       | L           | Încarcă foto            | Raportează eroare |
| 2659   | Căinarii Vechi 48°00′03″N 28°07′24″E / 48.000960615877°N 28.123327141596°E | Monument comemorativ de război (1941-1945)                                                                 | 1967                          | Is       | L           | Încarcă foto            | Raportează eroare |
| 2665   | Cosăuți 48°13′42″N 28°16′52″E / 48.228442895211°N 28.281050561743°E | Biserica „Nașterea Maicii Domnului”                                                                        | 1882                          | At       | L           | galerie \| Încarcă foto | Raportează eroare |
| 2666   | Cosăuți 48°13′29″N 28°16′58″E / 48.224800897156°N 28.282843200636°E | Clădirea fostei asociații de credit                                                                        | 1901                          | At       | N           | Încarcă foto            | Raportează eroare |
| 2667   | Cosăuți | Masa pomenirii. La biserică                                                                                | sec. XX                       | Ar       | N           | Încarcă foto            | Raportează eroare |
| 2668   | Cosăuți | Mese ale pomenirii (3). Pe locul fostei mănăstiri                                                          | sec. XIX-XX                   | Ar       | N           | Încarcă foto            | Raportează eroare |
| 2669   | Cosăuți 48°13′47″N 28°17′21″E / 48.229764362403°N 28.289075785222°E | Monument în memoria a 48 consăteni căzuți în 1941-1945                                                     | 1965                          | Is       | L           | galerie \| Încarcă foto | Raportează eroare |
| 2671   | Cosăuți | Monument la mormântul a 5 ostași (1944)                                                                    | 1965                          | Is       | L           | Încarcă foto            | Raportează eroare |
| 2672   | Cosăuți 48°13′36″N 28°16′31″E / 48.226685564889°N 28.275280918639°E | Semn comemorativ al forțării Nistrului de către trupele Frontului II Ucrainean în 1944                     | 1969                          | Is       | N           | galerie \| Încarcă foto | Raportează eroare |
| 2673   | Cosăuți 48°13′27″N 28°16′46″E / 48.224091036531°N 28.279530333683°E | Sculptură populară. La cimitir                                                                             | sec. XIX-XX                   | Ar       | N           | Încarcă foto            | Raportează eroare |
| 2677   | Cosăuți | Școală primară                                                                                             | 1942                          | At       | L           | Încarcă foto            | Raportează eroare |
| 2679   | Regina Maria 48°03′29″N 28°08′35″E / 48.05800683969°N 28.143029425815°E | Monument în memoria a 22 consăteni căzuți în 1941-1945                                                     | 1975                          | Is       | L           | Încarcă foto            | Raportează eroare |
| 2684   | Cremenciug 48°16′31″N 28°05′06″E / 48.275236967385°N 28.085009878715°E | Monument comemorativ de război (1941-1945)                                                                 | 1985                          | Is       | L           | galerie \| Încarcă foto | Raportează eroare |
| 2686   | Cureșnița | Monument comemorativ de război (1941-1945)                                                                 |                               | Is       | N           | Încarcă foto            | Raportează eroare |
| 2690   | Dărcăuți 48°13′27″N 27°58′51″E / 48.224286619727°N 27.980784065062°E | Biserica de lemn „Sf. Arhangheli”                                                                          | 1877                          | At       | N           | Încarcă foto            | Raportează eroare |
| 2691   | Dărcăuți 48°13′30″N 27°58′53″E / 48.225124927849°N 27.981332838355°E | Monument în memoria a 38 consăteni căzuți în 1941-1945                                                     | 1985                          | Is       | L           | Încarcă foto            | Raportează eroare |
| 2695   | Dubna 48°00′58″N 28°18′45″E / 48.016212664809°N 28.312565470355°E | Monument în memoria a 39 consăteni căzuți în 1941-1945                                                     | 1975                          | Is       | L           | galerie \| Încarcă foto | Raportează eroare |
| 2700   | Egoreni 48°12′10″N 28°21′31″E / 48.202832818817°N 28.358706335693°E | Monument în memoria a 24 consăteni căzuți în 1941-1945                                                     | 1968                          | Is       | L           | Încarcă foto            | Raportează eroare |
| 2703   | Holoșnița 48°14′47″N 28°10′53″E / 48.246523229582°N 28.181342172826°E | Biserica „Sf. Nicolae”                                                                                     | 1824                          | At       | L           | Încarcă foto            | Raportează eroare |
| 2704   | Holoșnița 48°14′39″N 28°10′46″E / 48.244279468849°N 28.179496674143°E | Monument în memoria a 32 consăteni căzuți în 1941-1945                                                     | 1968                          | Is       | L           | Încarcă foto            | Raportează eroare |
| 2708   | Hristici | Masa pomenirii                                                                                             | înc. sec. XX                  | Ar       | L           | Încarcă foto            | Raportează eroare |
| 2709   | Hristici 48°07′08″N 28°10′44″E / 48.119015846377°N 28.178785331524°E | Monument în memoria a 53 consăteni căzuți în 1941-1945                                                     | 1968                          | Is       | L           | Încarcă foto            | Raportează eroare |
| 2710   | Hristici | Mormânt comun al 10 victime ale fascismului. La cimitir                                                    | 1941                          | Is       | L           | Încarcă foto            | Raportează eroare |
| 2711   | Hristici | Odaia Aleinicov                                                                                            | înc. sec. XX                  | At       | L           | Încarcă foto            | Raportează eroare |
| 2713   | Iarova 48°19′22″N 28°02′44″E / 48.32273101672°N 28.045508436608°E | Cavoul familiei Vinogradschi                                                                               | înc. sec. XX                  | At       | L           | Încarcă foto            | Raportează eroare |
| 2714   | Iarova 48°19′48″N 28°03′28″E / 48.330053083333°N 28.057784944444°E | Conacul cu parc al lui Vinogradschi                                                                        | jum. II a sec. XIX            | At       | N           | galerie \| Încarcă foto | Raportează eroare |
| 2715   | Iarova 48°19′16″N 28°02′46″E / 48.321235066011°N 28.0461478014°E | Monument în memoria a 66 consăteni căzuți în 1941-1945                                                     | 1974                          | Is       | L           | Încarcă foto            | Raportează eroare |
| 2716   | Iarova 48°19′17″N 28°02′36″E / 48.321464298092°N 28.043262701196°E | Monument la mormântul a 4 ostași căzuți în 1944                                                            | 1974                          | Is       | L           | Încarcă foto            | Raportează eroare |
| 2719   | Inundeni | Monument comemorativ de război (1941-1945)                                                                 |                               | Is       | L           | Încarcă foto            | Raportează eroare |
| 2723   | Iorjnița | Monument în memoria a 39 consăteni căzuți în 1941-1945                                                     | 1967                          | Is       | L           | Încarcă foto            | Raportează eroare |
| 2727   | Oclanda 48°17′12″N 28°03′35″E / 48.286791611898°N 28.059695482426°E | Monument la mormântul ostașului căzut în 1914 și în memoria a 24 consăteni căzuți în 1941-1945             | 1976                          | Is       | L           | galerie \| Încarcă foto | Raportează eroare |
| 2728   | Ocolina 48°07′24″N 28°15′45″E / 48.123273679865°N 28.262571587522°E | Biserica „Sf. Nicolae”                                                                                     | 1745                          | At       | N           | galerie \| Încarcă foto | Raportează eroare |
| 2729   | Ocolina | Mormântul aviatorului                                                                                      | 1941                          | Is       | L           | Încarcă foto            | Raportează eroare |
| 2730   | Parcani 48°03′55″N 28°17′07″E / 48.065292229228°N 28.285284240615°E | Monument în memoria a 29 consăteni căzuți în 1941-1945                                                     | 1971                          | Is       | L           | Încarcă foto            | Raportează eroare |
| 2736   | Racovăț 48°04′38″N 28°24′04″E / 48.077289750649°N 28.40117539784°E | Monument în memoria a 73 consăteni căzuți în 1941-1945                                                     | 1979                          | Is       | L           | galerie \| Încarcă foto | Raportează eroare |
| 2744   | Redi-Cereșnovăț 48°03′45″N 28°18′42″E / 48.062551013083°N 28.311664385559°E | Biserica „Adormirea Maicii Domnului”                                                                       | 1909                          | At       | L           | galerie \| Încarcă foto | Raportează eroare |
| 2747   | Regina Maria | Monument în memoria a 93 consăteni căzuți în 1941-1945                                                     | 1975                          | Is       | L           | Încarcă foto            | Raportează eroare |
| 2749   | Rublenița 48°10′01″N 28°12′24″E / 48.167025292346°N 28.206616335974°E | Monument în memoria a 93 consăteni căzuți în 1941-1945                                                     | 1970                          | Is       | L           | galerie \| Încarcă foto | Raportează eroare |
| 2751   | Schineni 48°05′50″N 28°05′50″E / 48.097156460798°N 28.097145312347°E | Biserica „Sf. Nicolae”                                                                                     | 1826                          | At       | L           | Încarcă foto            | Raportează eroare |
| 2752   | Schineni 48°05′39″N 28°05′53″E / 48.09410035379°N 28.098036552391°E | Monument în memoria a 37 consăteni căzuți în 1941-1945                                                     | 1970                          | Is       | L           | Încarcă foto            | Raportează eroare |
| 2757   | Slobozia-Cremene 48°02′33″N 28°24′56″E / 48.042587934883°N 28.415537575878°E | Biserica „Nașterea Maicii Domnului”                                                                        | jum. I a sec. XIX             | At       | L           | Încarcă foto            | Raportează eroare |
| 2759   | Slobozia-Cremene 48°02′27″N 28°25′21″E / 48.040787609807°N 28.422530817335°E | Monument în memoria a 42 consăteni căzuți în 1941-1945                                                     | 1967                          | Is       | L           | Încarcă foto            | Raportează eroare |
| 2766   | Slobozia-Vărăncău | Monument în memoria a 37 consăteni căzuți în război (1941-1945)                                            | 1968                          | Is       | L           | Încarcă foto            | Raportează eroare |
| 2773   | Soloneț 47°59′51″N 28°24′23″E / 47.997623843438°N 28.40627417325°E | Biserica „Sf. Arhangheli”                                                                                  | 1841                          | At       | L           | galerie \| Încarcă foto | Raportează eroare |
| 2774   | Soloneț 48°00′11″N 28°23′44″E / 48.003065059265°N 28.395633684893°E | Conac cu parc al lui Bjozowsky                                                                             | înc. sec. XX                  | At       | N           | galerie \| Încarcă foto | Raportează eroare |
| 2775   | Soloneț | Mormântul aviatorului                                                                                      | 1941                          | Is       | L           | Încarcă foto            | Raportează eroare |
| 2778   | Stoicani 48°01′33″N 28°21′41″E / 48.025860116638°N 28.361380325549°E | Monument la mormântul a 16 ostași căzuți în 1941 și în memoria a 46 consăteni căzuți în război (1941-1945) | 1975                          | Is       | L           | galerie \| Încarcă foto | Raportează eroare |
| 2780   | Șeptelici | Monument în memoria a 44 consăteni căzuți în război (1941-1945)                                            | 1965                          | Is       | L           | Încarcă foto            | Raportează eroare |
| 2786   | Șolcani | Monument comemorativ de război (1941-1945)                                                                 | 1982                          | Is       | L           | Încarcă foto            | Raportează eroare |
| 2796   | Trifăuți | Monument în memoria a 51 consăteni căzuți în război (1941-1945)                                            | 1967                          | Is       | L           | Încarcă foto            | Raportează eroare |
| 2803   | Vanțina 48°05′53″N 28°11′26″E / 48.098128003857°N 28.190688799081°E | Monument în memoria a 13 consăteni căzuți în război (1941-1945)                                            | 1976                          | Is       | L           | Încarcă foto            | Raportează eroare |
| 2805   | Vasilcău 48°07′47″N 28°25′04″E / 48.129686172768°N 28.417665722788°E | Biserica „Adormirea Maicii Domnului” în complex cu clopotnița                                              | 1848                          | At       | N           | Încarcă foto            | Raportează eroare |
| 2807   | Vasilcău 48°08′26″N 28°24′54″E / 48.140576635747°N 28.415091272403°E | Monument în memoria a 35 consăteni căzuți în război (1941-1945)                                            | 1975                          | Is       | L           | Încarcă foto            | Raportează eroare |
| 2810   | Vădeni 48°00′56″N 28°13′31″E / 48.015569267226°N 28.225190370132°E | Monument în memoria a 111 consăteni căzuți în război (1941-1945)                                           | 1976                          | Is       | L           | Încarcă foto            | Raportează eroare |
| 2814   | Vărăncău 48°04′06″N 28°30′25″E / 48.068404714539°N 28.506843499343°E | Biserica „Adormirea Maicii Domnului”                                                                       | 1832                          | At       | L           | Încarcă foto            | Raportează eroare |
| 2815   | Vărăncău 48°03′56″N 28°30′56″E / 48.065660036106°N 28.515686426213°E | Monument în memoria a 84 consăteni căzuți în război (1941-1945)                                            | 1970                          | Is       | L           | Încarcă foto            | Raportează eroare |
| 2816   | Voloave 48°05′30″N 28°17′06″E / 48.091669222621°N 28.284893663535°E | Monument în memoria a 31 consăteni căzuți în război (1941-1945)                                            | 1975                          | Is       | L           | galerie \| Încarcă foto | Raportează eroare |
| 2819   | Volovița | Monument în memoria a 42 consăteni căzuți în război (1941-1945)                                            | 1967                          | Is       | L           | Încarcă foto            | Raportează eroare |
| 2820.1 | Zastînca Stânca abruptă din stânga (nord) a Râpei Bechir (Bechirov Iar), la sud de or. Soroca, ocolul silvic Soroca, Zastânca II, parcela 24 48°08′11″N 28°18′20″E / 48.136359627666°N 28.305645237115°E | Schitul rupestru „Peștera lui Bechir”                                                                      | sec. XVIII-XIX                | Is       | N           | galerie \| Încarcă foto | Raportează eroare |
| 2821   | Zastînca 48°08′05″N 28°17′24″E / 48.134796521021°N 28.29010749782°E | Biserica „Nașterea Maicii Domnului”                                                                        | 1915                          | At       | L           | Încarcă foto            | Raportează eroare |
| 2822   | Zastînca | Masa pomenirii. La biserică                                                                                | înc. sec. XX                  | Ar       | N           | Încarcă foto            | Raportează eroare |